# Jeff Agoos
Jeffrey „Jeff“ Alan Agoos (* 2. Mai 1968 in Genf) ist ein ehemaliger US-amerikanischer Fußballspieler.
Er wurde in der Schweiz geboren, als sein Vater dort als Diplomat arbeitete; aufgewachsen ist er aber in Texas.

## Karriere

### Vereins- und Trainerkarriere
Seine Karriere begann Agoos im Fußballteam der University of Virginia, an der er studierte. Noch während seines Studiums unterschrieb er 1991 einen Vertrag beim Amateurfußballklub Maryland Bays, der damals in der American Soccer League spielte.
1992 wechselte er zu den Dallas Sidekicks, die in der Major Indoor Soccer League (MISL), einer professionellen Hallenfußballliga, spielten. Mit ihnen stand er auch im letzten Endspiel, bevor die Liga eingestellt wurde. Das Spiel ging mit 2:4 gegen die San Diego Sockers verloren.
Nach der Aufgabe der MISL wechselte Agoos 1994 nach Übersee zum deutschen Verein SV Wehen. Für die Hessen spielte er eine Saison lang in der Regionalliga Süd.
1995 kehrte in die USA zurück und wurde Assistenztrainer unter Bruce Arena an der University of Virginia. Ihm folgte er auch 1996 zu D.C. United in die damals neu gegründete Major League Soccer. Mit United gewann er in diesem Jahr den MLS Cup und den US Open Cup. Im Jahr darauf war D.C. United ebenfalls Sieger der nationalen Meisterschaft. Dasselbe geschah auch im Jahre 1998.
Im Jahr 2000 wechselte er auf Leihbasis zu West Bromwich Albion. Dort konnte er sich aber nicht durchsetzen und wechselte 2001 zu den San José Earthquakes in die MLS. Mit den Kaliforniern gewann er 2001 und 2004 den MLS Cup.
2005 wechselte er ein letztes Mal. Sein neuer Arbeitgeber waren die MetroStars. In diesem Jahr wurde Agoos auch in die beste Elf des letzten Jahrzehnts aufgenommen. 
Am 8. Dezember 2005 beendete er seine Karriere. In zehn Jahren in der Major League Soccer kam er auf eine Bilanz von elf Tore bei insgesamt 244 absolvierten Spielen.
Zur Saison 2008 übernahm Agoos das Amt des General Managers bei den New York Red Bulls. Er wurde somit zum Nachfolger von Bruce Arena. Am 28. März 2011 nahm der ein Angebot der Major League Soccer an und wurde deren Technical Director of Competition.
2022 wurde Agoos in die International Jewish Sports Hall of Fame aufgenommen.

### Nationalmannschaft
Sein erstes Länderspiel absolvierte Agoos gegen die Fußballnationalmannschaft von Guatemala am 13. Januar 1988. Insgesamt stand er zwischen 1988 und 2003 134 Mal auf dem Feld, wobei ihm vier Tore gelangen. 
Außerdem nahm er 1994, 1998 und 2002 drei Mal an einer Fußballweltmeisterschaftsendrunde teil. 
1992 gehörte Agoos zum US-Aufgebot bei der Futsal-Weltmeisterschaft in Hongkong, als man durch eine 1:4-Finalniederlage gegen Brasilien Vizeweltmeister wurde.